# العمرية
العمرية (تنطق العُمَرِيَّة)، هي منطقة سكنية ضمن محافظة الفروانية في الكويت. تأسست منطقة العمرية سنة 1968 م وكان اسمها قديما(عمورية) نسبة للمعركة الشهيرة التي كانت بين الخلافة العباسية و الإمبراطورية البيزنطية في رمضان من عام 223 هـ الموافق لأغسطس آب من عام 838 م، ثم تغير اسمها إلى العُمَريَّة نسبة إلى الخليفة عمر بن الخطاب، كما يُشاع تسميتها بـالعميرية.
تقع منطقة العُمَريَّة شمال محافظة الفروانية حيث تطل على الدائري الخامس وطريق الغزالي السريع المؤدي للمطار والمؤدي أيضًا إلى منطقة الضجيج التجارية، وتنقسم إلى خمس قطع، وتعد حديقة الحيوان من أبرز معالمها.

## الخدمات والمعالم
- جمعية العمرية التعاونية الرئيسية.
- الجمعية الكويتية للدسلكسيا.
- جمعية إحياء التراث الإسلامي.
- حديقة العمرية العامة.
- مركز الأمومة.
- فرع للبنك التجاري الكويتي.
- مخفر شرطة العمرية.
- صالة أفراح العمرية.

### تعليم
- روضة ابن حزم.

- مدرسة العمرية الابتدائية للبنات

- مدرسة رقية بنت محمد المتوسطة للبنات
- مدرسة العمرية الثانوية للبنات

- مدرسة أميمة بنت ربيعة الثانوية للبنات

- مدرسة العمرية اللابتدائية للبنين
- مدرسة شملان بن علي متوسطة للبنين

- مدرسة ابن العميد الثانوية للبنين

### مساجد
- مسجد الإمام علي بن أبي طالب (قطعة 1)

- مسجد خبيب بن عدي (قطعة 1)

- مسجد عبد الله راشد الزير (قطعة 2)

- مسجد ضاحية العمرية (قطعة 3)

- مسجد معقل بن يسار (قطعة 3)

- مسجد معاوية بن أبي سفيان (قطعة 4)

- مسجد موهج حامد الشلاحي (قطعة 4)

- مسجد حنظلة بن أبي عامر (قطعة 5)

- مسجد ناصر الحمضان (قطعة 5)